# Хроніка короля Фернанду
«Хроніка короля Фернанду» (порт. Crónica de el-rei D. Fernando) — офіційна португальська хроніка, присвячення життю і діянням Фернанду I, останнього короля Португалії з Бургундського дому. Написана між 1440—1450 роками португальським придворним хроністом Фернаном Лопешом. Друга з тріади його головних хронік про королів Португалії. Складена на замовлення наступника і брата Фернанду, португальського короля Жуана I з метою легітимізації його приходу до влади і встановлення нової Авіської династії. Базується на архівних документах XIV  ст. з Королівського архіву, нотатках і розповідях очевидців тощо. Події викладаються у хронологічному порядку, з 1367 по 1383 роки. Основні теми — життя Фернанду, його три війни з Кастилією, Західна схизма, конфлікт шляхти і міщан, португальське міжкоролів'я тощо. У хроніці негативно зображена дружина короля Леонора Телеш. Сам король критикується за непродуману зовнішню політику, що призвела країну до економічної розрухи, суспільної напруги і династичної кризи. Вперше опублікована 1824 року в Лісабоні Королівською академією наук. Також — Хроніка Фернанду (порт. Crónica de D. Fernando).